# Paella
Paella (svenskt uttal: /pa'ɛlja/; sp./va.: /pa'eʎa/) är en maträtt med ursprung i Spanien men som nu är spridd till många länder. Den är baserad på ris blandat med skaldjur, höns eller kyckling, ofta kryddat med saffran. Rätten har fått sitt namn av kärlet den tillagas i, efter valencianskans ord för stekkärl (paella eller paellera, ytterst av latinets patella, 'flat skål', 'tallrik').

## Historik
Ursprungligen är paella en husmanskost med en bas av ris och råvaror som har funnits till hands. Invandrade araber började odla ris i området kring Valencia redan under tidigt 700-tal, och rätten fick sitt namn av det lokala ordet för stekkärl – paella eller paellera (efter latinets patella). En paellapanna är platt, rund och har i regel två handtag. Paellan som rätt definierades sannolikt i eller runt staden Valencia under 1700-talet. Den första iberiska texten där paella nämns är från runt år 1800, Rahonament y coloqui del Nèlo el Tripero, sannolikt skriven av Pasqual Martínez i García.
Rätten spreds utanför Spaniens gränser under 1800-talet och finns belagd som ord i engelska språket från 1892.

## Tillverkning och bruk
Paellan tillreds i en panna. Den brukar vara 7 till 12 cm djup och rund med en diameter på minst 30 cm. De allra största paellapannorna kan ha en diameter på flera meter, men för normalt familjebruk är de cirka 50–60 cm. Paella tillreds traditionellt över öppen eld, men idag används ofta gas som värmekälla.
Paella är likställt med söndagsmiddag för många familjer i Valencia. Man gör även stora paellor vid festligheter och bjudningar och då kommer de allra största paellakärlen till bruk. Rätten är praktisk då det går att göra i stora, välsmakande satser, variera smak och råvaror samt frysa in och äta vid senare tillfälle.
Paellan äts traditionellt direkt från pannan.
Till paellan brukar det serveras vitt lantbröd (pan, spansk motsvarighet till baguette) och aioli. Olika typer av drycker fungerar, men ett väl kylt rosévin kan göra sig bra till de flesta av varianterna.

## Varianter

### Paellor
En av de vanligaste varianterna heter än idag Paella Valenciana. Denna variant innehåller ris, kycklingkött, kaninkött, lite paprika, lök, vitlök, tomat, saffran, olivolja och garrofó (stora vita bönor). Dessa tio ingredienser fastställdes 2012 av det spanska jordbruksdepartementet som grund i sin ursprungsklassning av maträtten.
Det är även brukligt att lägga i en rejäl kvist rosmarin och garnera med citronklyftor för att ytterligare höja smaken. Ingredienserna varieras ofta efter säsongens primörer, till exempel kronärtskocka istället för paprika.

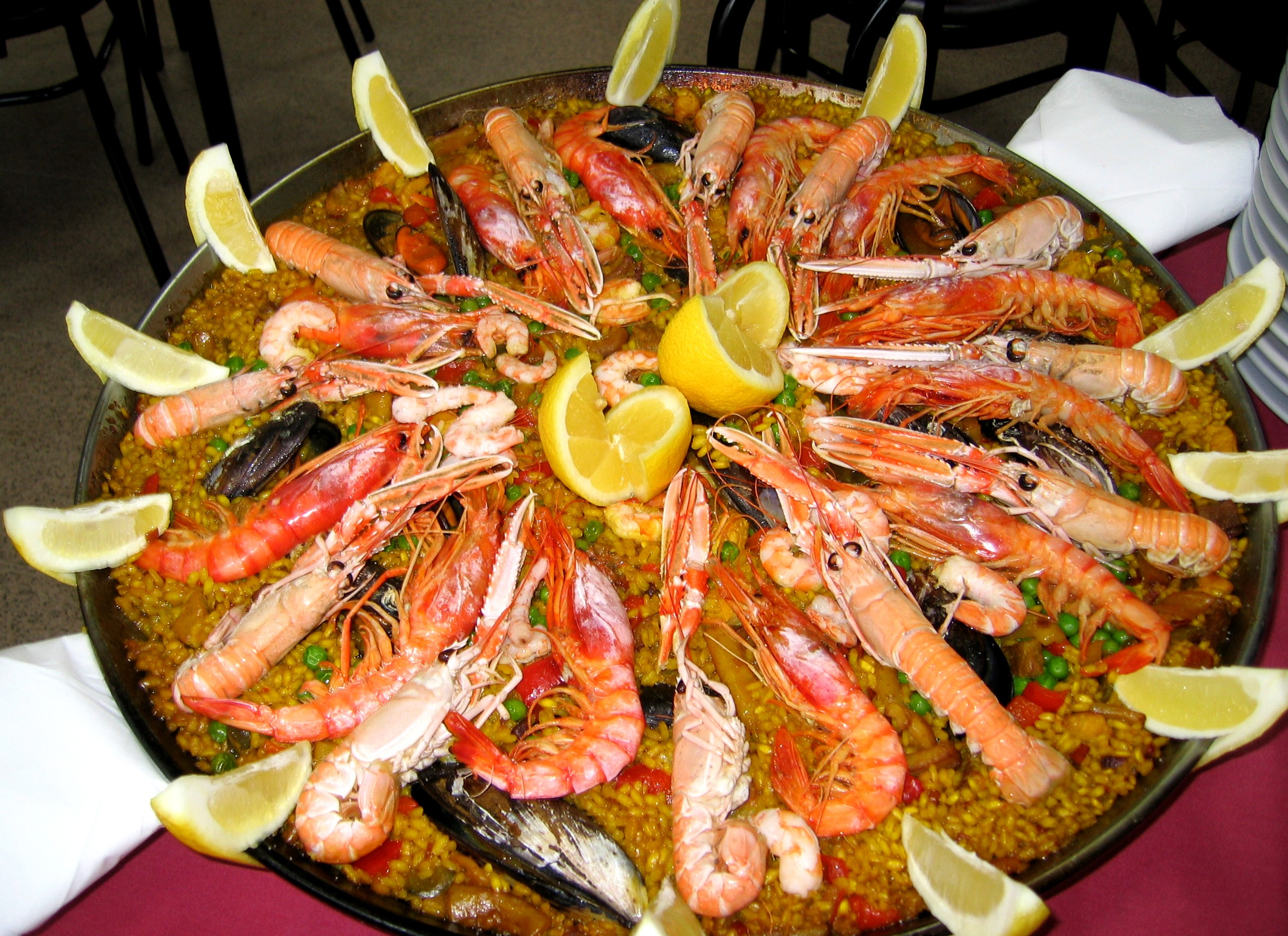
Paella med havets frukter.

Paella Mixta innehåller en blandning av kött och råvaror från land och hav: fisk, blåmusslor, kräftor och snäckor. Denna variant har uppkommit på senare tid som en effekt av turismen. Om paellan enbart innehåller kött från havet kallas den för Paella Marinera eller Paella de Marisco, med fisk och skaldjur.

### Liknande rätter
I Spanien finns flera liknande rätter som tillverkas med ris och/eller i stora stekpannor men som inte bär namnet paella. En av dem är Arròs negre (tillverkat likt en paella men i Spanien aldrig kallat för paella), som har ris svärtat av bläckfiskbläck, En annan är fideuada (ofta uttalat fideuà) med bas i nudlar istället för ris.